# Юма (Аризона)
Юма (англ. Yuma) — місто (англ. city) в США, в окрузі Юма штату Аризона. Населення — 95 548 осіб (2020).

## Географія
Юма розташована за координатами 32°30′59″ пн. ш. 114°31′19″ зх. д. / 32.51639° пн. ш. 114.52194° зх. д. (32.516261, -114.521811).  За даними Бюро перепису населення США в 2010 році місто мало площу 311,87 км², з яких 311,52 км² — суходіл та 0,35 км² — водойми.

### Клімат
Місто знаходиться у зоні, котра характеризується кліматом тропічних пустель. Найтепліший місяць — липень із середньою температурою 32 °C (89.6 °F). Найхолодніший місяць — грудень, із середньою температурою 12.7 °С (54.9 °F).
| Клімат Юми              | Клімат Юми | Клімат Юми | Клімат Юми | Клімат Юми | Клімат Юми | Клімат Юми | Клімат Юми | Клімат Юми | Клімат Юми | Клімат Юми | Клімат Юми | Клімат Юми | Клімат Юми |
| Показник                | Січ.       | Лют.       | Бер.       | Квіт.      | Трав.      | Черв.      | Лип.       | Серп.      | Вер.       | Жовт.      | Лист.      | Груд.      | Рік        |
| Абсолютний максимум, °C | 31,1       | 36,1       | 37,8       | 41,7       | 46,7       | 50         | 51,1       | 48,9       | 46,7       | 44,4       | 36,7       | 30         | 51,1       |
| Середній максимум, °C   | 20,9       | 23,4       | 26,2       | 29,8       | 33,8       | 38,8       | 40,6       | 40,2       | 37,8       | 32,4       | 25,4       | 20,8       | 30,8       |
| Середня температура, °C | 12,9       | 14,8       | 17,2       | 20,2       | 24,3       | 28,7       | 32         | 31,8       | 29,1       | 23,3       | 16,7       | 12,7       | 22         |
| Середній мінімум, °C    | 4,9        | 6,1        | 8,2        | 10,6       | 14,7       | 18,7       | 23,3       | 23,4       | 20,2       | 14,1       | 7,9        | 4,7        | 13,1       |
| Абсолютний мінімум, °C  | −4,4       | −2,2       | 0          | 5          | 7,8        | 12,2       | 17,2       | 17,2       | 11,7       | 1,7        | −1,1       | −2,8       | −4,4       |
| Норма опадів, мм        | 11         | 6          | 8          | 2          | 0          | 0          | 4          | 14         | 4          | 5          | 3          | 9          | 67         |
| Днів з опадами          | 2          | 2          | 2          | 1          | 0          | 0          | 1          | 2          | 1          | 1          | 1          | 2          | 15         |
| Днів з дощем            | 3          | 2          | 2          | 1          | 0          | 0          | 1          | 2          | 1          | 1          | 1          | 2          | 17         |
| ----------------------- | ---------- | ---------- | ---------- | ---------- | ---------- | ---------- | ---------- | ---------- | ---------- | ---------- | ---------- | ---------- | ---------- |
| Джерело: Weatherbase    |            |            |            |            |            |            |            |            |            |            |            |            |            |

## Демографія
Згідно з переписом 2010 року, у місті мешкали 93 064 особи в 30 714 домогосподарствах у складі 22 458 родин. Густота населення становила 298 осіб/км².  Було 38626 помешкань (124/км²).
Расовий склад населення:
| - 68,8 % — білих - 3,2 % — чорних або афроамериканців - 1,9 % — азіатів - 1,8 % — корінних американців - 0,2 % — вихідців з тихоокеанських островів - 19,6 % — осіб інших рас |

До двох чи більше рас належало 4,5 %. Частка іспаномовних становила 54,8 % від усіх жителів.
За віковим діапазоном населення розподілялося таким чином: 28,2 % — особи молодші 18 років, 59,1 % — особи у віці 18—64 років, 12,7 % — особи у віці 65 років та старші. Медіана віку мешканця становила 31,3 року. На 100 осіб жіночої статі у місті припадало 103,4 чоловіків;  на 100 жінок у віці від 18 років та старших — 103,2 чоловіків також старших 18 років.
Середній дохід на одне домашнє господарство  становив 57 557 доларів США (медіана — 43 754), а середній дохід на одну сім'ю — 63 233 долари (медіана — 48 263). Медіана доходів становила 37 855 доларів для чоловіків та 31 380 доларів для жінок. За межею бідності перебувало 18,4 % осіб, у тому числі 23,9 % дітей у віці до 18 років та 12,2 % осіб у віці 65 років та старших.
Цивільне працевлаштоване населення становило 35 659 осіб. Основні галузі зайнятості: освіта, охорона здоров'я та соціальна допомога — 22,5 %, публічна адміністрація — 12,6 %, мистецтво, розваги та відпочинок — 12,6 %.